# 圖林克拉布山
圖林克拉布山（英語：Mount Touring Club）是南極洲的山峰，位於葛拉漢地西岸的丹科海岸，由讓-巴蒂斯特·夏古率領的法國探險隊發現和命名，現時由南極條約體系管理。